# Alexis Grognard
Alexis Grognard est un peintre français né le 19 janvier 1752 à Lyon et mort le 4 juin 1840 dans la même ville.

## Biographie
Alexis Grognard naît 19 janvier 1752 à Lyon. Son père Antoine Grognard (1706-1787) est marchand de soie place des Terreaux et fabricant d'étoffes d'or d'argent et de soie à Lyon où il reçoit son brevet de maîtrise le 23 septembre 1938. Sa mère, Éléonore Ganin (1719-1759) est la sœur du grand-père maternel de Fleury François Richard. Il est membre d'une fratrie de huit enfants : Benoît (1742-1810), Marie-Françoise (1745-1802), François (1748-1823), Jean-Marie (1749-1807), Suzanne-Eléonore (1750-1781), Louis-Claude (1753-1800) et Louise (1759-1791).
Après des études classiques, il reçoit une première formation en dessin auprès de Donat Nonnotte avant de rejoindre à Paris l'école de Joseph-Marie Vien où il est condisciple de Jacques-Louis David. Il voyage à Rome où il poursuit ses études jusqu'en 1771, date à laquelle il est rappelé à Lyon où se crée l'École royale académique de dessin et géométrie pour y occuper le poste de professeur. Il est notamment le maître de Fleury François Richard de 1789 à 1793. À la mort de Nonotte, il est chargé de réaliser les portraits des échevins et autres personnalités lyonnaises. Sa notoriété est dès lors assurée. À la fermeture de l'Académie royale pendant la Révolution en 1793, il ouvre chez lui à la demande de ses élèves une école très recherchée et dirige l'École centrale de 1795 à 1802 avec Donat Nonnotte où il est professeur de Pierre Révoil entre 1793 et 1795. Après la Terreur, Augustin Alexandre Thierriat, orphelin, est placé chez lui.
En 1807, il intègre la nouvelle École impériale des beaux-arts où il enseigne la peinture en employant les principes qu'il avait lui-même reçus à des élèves comme Claude Bonnefond ou Jean-François Bellay. En 1823, il devient légataire universel de son frère François se retrouvant ainsi à la tête d'une fortune qui lui permet de prendre sans souci sa retraite d'une école où il a enseigné pendant plus de quarante ans et qui ne lui convient plus. Il meurt à Lyon le 4 juin 1840.

## Œuvres
- Portrait d'homme, 1781, huile sur toile, 53,8 × 41 cm, Dijon, musée des Beaux-Arts[4].